# Сквер имени Н. В. Гоголя (Нежин)
Сквер имени Н. В. Гоголя — парк в центральной части города Нежина. Площадь — 3 га.

## История
В 1870-е годы был заложен сквер Тарновского — в честь общественного и культурного деятеля Василия Васильевича Тарновского — на части бывшей Соборной площади. В 1921 году сквер получил современное название — в честь русского прозаика Николая Васильевича Гоголя. В 1937 году сквер засажен декоративными деревьями, преимущественно ценных пород, еще одна часть площади присоединена к скверу. Вокруг сквера было возведено ограждение из невысоких художественно оформленных металлических секций, возле выхода на Почтовую улицу (перекрёсток Почтовой и Батюка) расположен небольшой дом для сторожа (не сохранился).

## Описание
Сквер имеет форму прямоугольника и ограничивается улицами Гоголя, Батюка, Стефана Яворского и площадью Заньковецкой. Вход в сквер украшают две мемориальные доски: первому городскому парку и Василию Тарновскому, установленные на фонарных столбах.
В 1881 году в центре сквера установлен Памятник Николаю Гоголю — памятник монументального искусства национального значения. В сквере расположена Братская могила работников Нежинской милиции — памятник истории местного значения (04.06.2019 снят с государственного учёта), где расположен памятник памятник работникам Нежинской милиции, установленный в 1977 году.
В восточной части сквера расположены памятники архитектуры Николаевский собор и Церковь Иоанна Предтечи и торговые ряды (Нежинский городской дом культуры). В 1993 году установлен Памятник М. К. Заньковецкой — памятник монументального искусства местного значения.